# Torneo de las Cinco Naciones 1987
El Torneo de las Cinco Naciones de 1987 fue la 93° edición del principal Torneo del hemisferio norte de rugby.
Esta edición del torneo fue ganada por Francia.

## Clasificación
| Lugar | Selección  | Partidos | Partidos | Partidos  | Partidos | Puntos  | Puntos    | Puntos | Tabla de puntos |
| Lugar | Selección  | Jugados  | Ganados  | Empatados | Perdidos | A favor | En contra | dif.   | Tabla de puntos |
| ----- | ---------- | -------- | -------- | --------- | -------- | ------- | --------- | ------ | --------------- |
| 1     | Francia    | 4        | 4        | 0         | 0        | 82      | 59        | +23    | 8               |
| 2     | Irlanda    | 4        | 2        | 0         | 2        | 57      | 46        | +11    | 4               |
| 3     | Escocia    | 4        | 2        | 0         | 2        | 71      | 76        | -5     | 4               |
| 4     | Gales      | 4        | 1        | 0         | 3        | 54      | 64        | -10    | 2               |
| 5     | Inglaterra | 4        | 1        | 0         | 3        | 48      | 67        | -19    | 2               |

## Resultados
| 7 de febrero | Francia | 16 - 9 | Gales | Parc des Princes, París |  |

| 7 de febrero | Irlanda | 17 - 0 | Inglaterra | Lansdowne Road, Dublín |  |

| 21 de febrero | Inglaterra | 15 - 19 | Francia | Twickenham Stadium, Londres |  |

| 21 de febrero | Escocia | 16 - 12 | Irlanda | Estadio Murrayfield, Edimburgo |  |

| 7 de marzo | Francia | 28 - 22 | Escocia | Parc des Princes, París |  |

| 7 de marzo | Gales | 19 - 12 | Inglaterra | Cardiff Arms Park, Cardiff |  |

| 21 de marzo | Irlanda | 13 - 19 | Francia | Lansdowne Road, Dublín |  |

| 21 de marzo | Escocia | 21 - 15 | Gales | Estadio Murrayfield, Edimburgo |  |

| 4 de abril | Inglaterra | 21 - 12 | Escocia | Twickenham Stadium, Londres |  |

| 4 de abril | Gales | 11 - 15 | Irlanda | Cardiff Arms Park, Cardiff |  |

## Premios especiales
- Grand Slam:  Francia
- Copa Calcuta:  Inglaterra